# ملودیکا
ملودیکا (به انگلیسی: Melodica)، که با نام‌های پیانیکا، هارمونیکای کلیدی یا ملودی هورن نیز شناخته می‌شود یک ساز از خانوادهٔ سازهای هواصدای آزاد زبانه‌دار مانند سازدهنی است. این ساز شامل یک صفحه کلید موسیقی در بالا است و توسط دمیدن هوا از طریق دهانهٔ ساز که در کنار آن قرار گرفته نواخته می‌شود. فشار یکی از کلیدهای صفحه کلید باعث بازشدن مسیر هوای سوراخ متناظر با کلید شده و هوای ورودی باعث به ارتعاش درآمدن زبانه و تولید صدا می‌شود. حجم صدای این ساز معمولاً دو تا سه اکتاو است. ملودیکا کوچک، سبک و قابل حمل می‌باشد و در آموزش موسیقی به خصوص در آسیا مشهور است.
شکل مدرن این ساز با نام ملودیکا توسط کمپانی هوهنر در سال ۱۹۵۰ میلادی ساخته شد هر چند سازهای مشابهی پیش از آن در ایتالیا ساخته شده بود.
به عنوان ساز موسیقی جدی، ملودیکا برای اولین بار در دهه ۱۹۶۰ توسط استیو رایش در قطعه اش با نام ملودیکا (۱۹۶۶) و همچنین توسط موسیقیدان جاز، فیل مور در آلبوم همین حالا که توسط آتلانتیک رکوردز منتشر شد، مورد استفاده قرار گرفت. هرمتو پاسکول، نوازنده برزیلی یک تکنیکی را توسعه داد که شامل خواندن همراه با نواختن ملودیکا می‌شد.

## انواع
ملودیکاها معمولاً بسته به محدودهٔ صوتی ساز طبقه‌بندی می‌شوند و معمولاً سازهای یک محدودهٔ صوتی خاص ظاهر خاص خودشان را نیز دارا می‌باشند.
- ملودیکای سوپرانو و آلتو صدای بالا و نازکتری نسبت به تنور دارند. بعضی از آنها برای نواختن با دو دست طراحی شدند. دست چپ، کلیدهای سیاه و دست راست کلیدهای سفید را می‌نوازد. باقی مدل‌های آنها مانند ملودیکای تنور هستند.
- ملودیکای تنور نوعی از ملودیکا با صدای پایین است. دست چپ، در جای دست پشت ملودیکا قرار می‌گیرد و دست راست کیبورد را می‌نوازد. ملودیکای تنور با اضافه کردن لوله‌ای به ملودیکا و قرار دادن ملودیکا روی یک سطح صاف قابل نواخته شدن با دو دست می‌شود.
- ملودیکای باس نیز، وجود دارد اما نسبت به تنور، آلتو و سوپرانو کمتر شهرت دارد.
- آکوردینا که عموماً از فلز ساخته می‌شود، مکانیزمی مشابه ملودیکای قدیمی دارد؛ اگرچه کیبورد با دکمه‌هایی مشابه ساز آکوردئون، جایگزین شده‌است.

طرح یک صفحه کلید ملودیکا با سه اکتاو (۳۶ کلید)

## دو دست
ملودیکا با اضافه کردن یک لوله هوا، قابل نواختن با دو دست می‌شود.

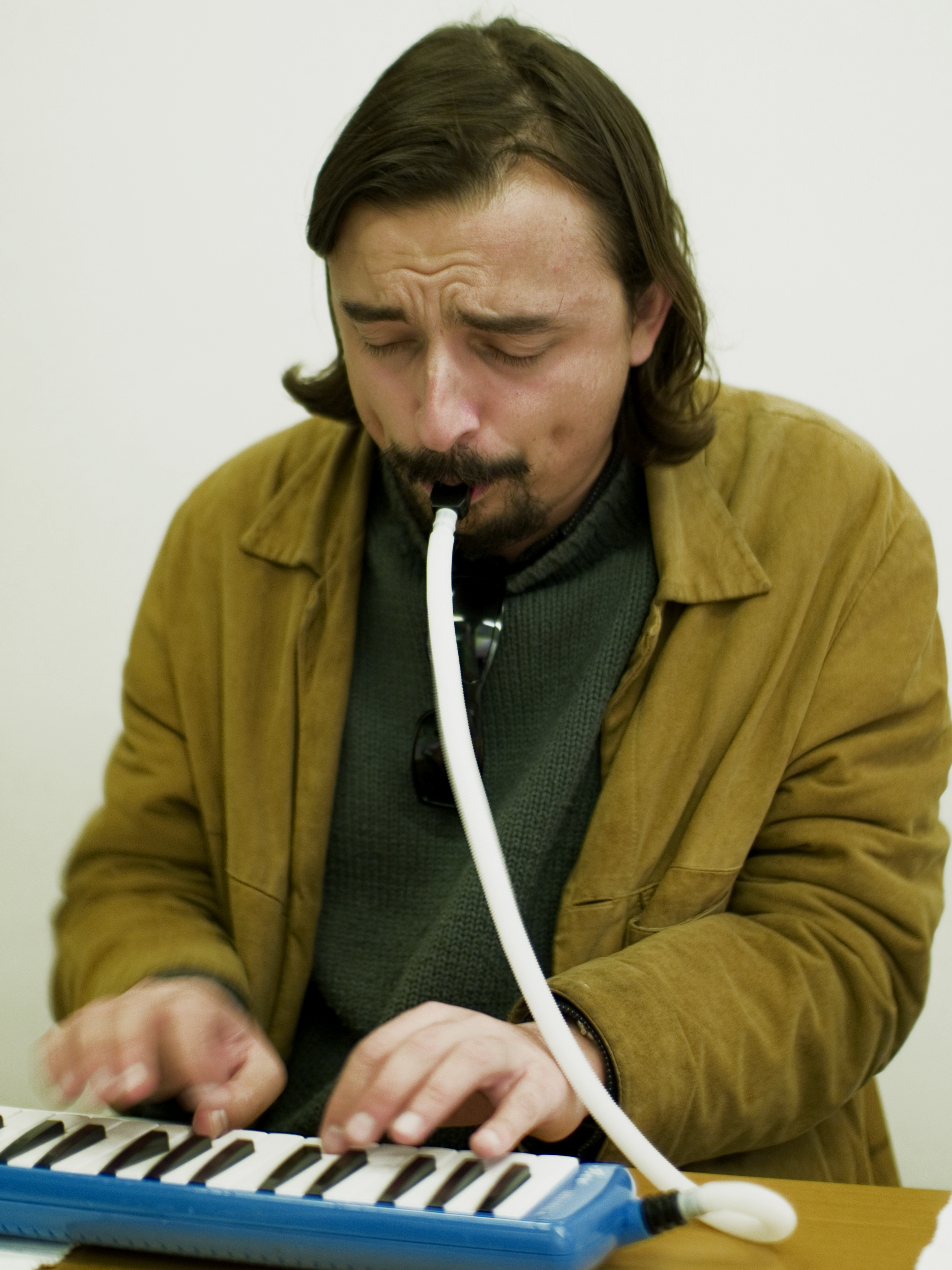
ملودیکای دارای لوله هوا به صورت افقی و با دو دست نواخته می‌شود.

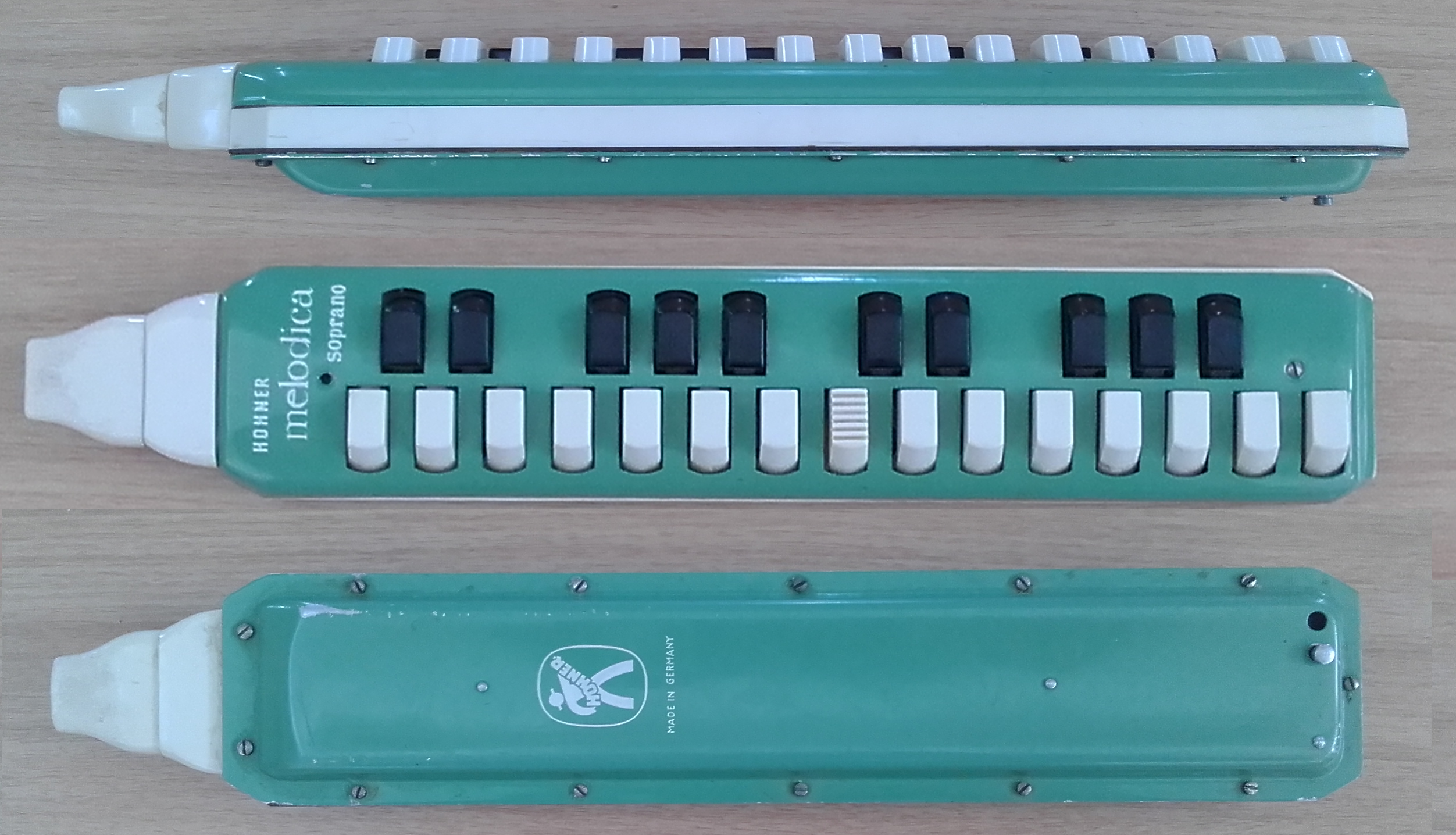
ملودیکا هونر سوپرانو: نماهای بالا، پایین و پهلو

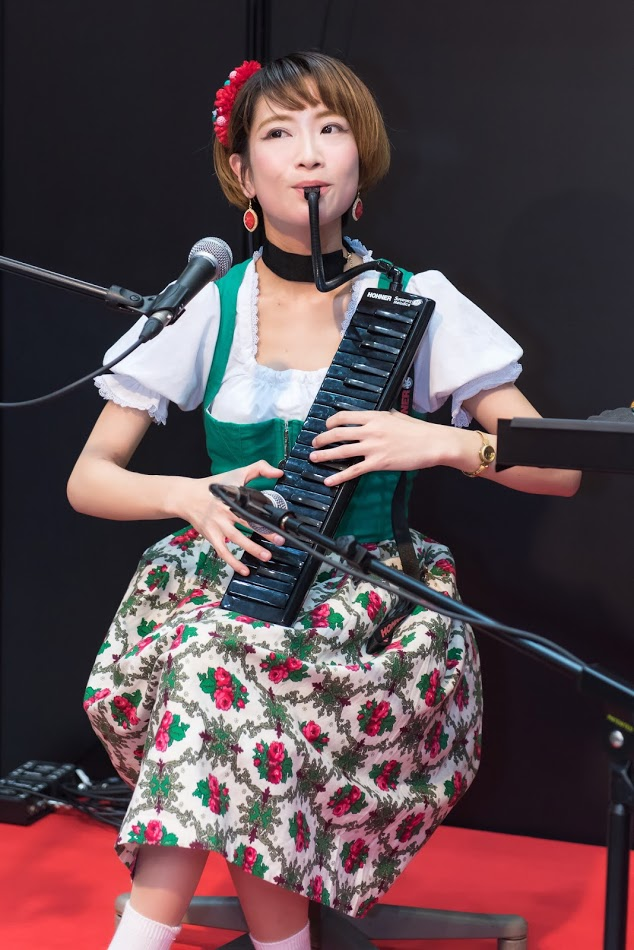
ملودیکای دارای لوله هوا، به صورت مایل و با دو دست نواخته می‌شود.

## نگارخانه

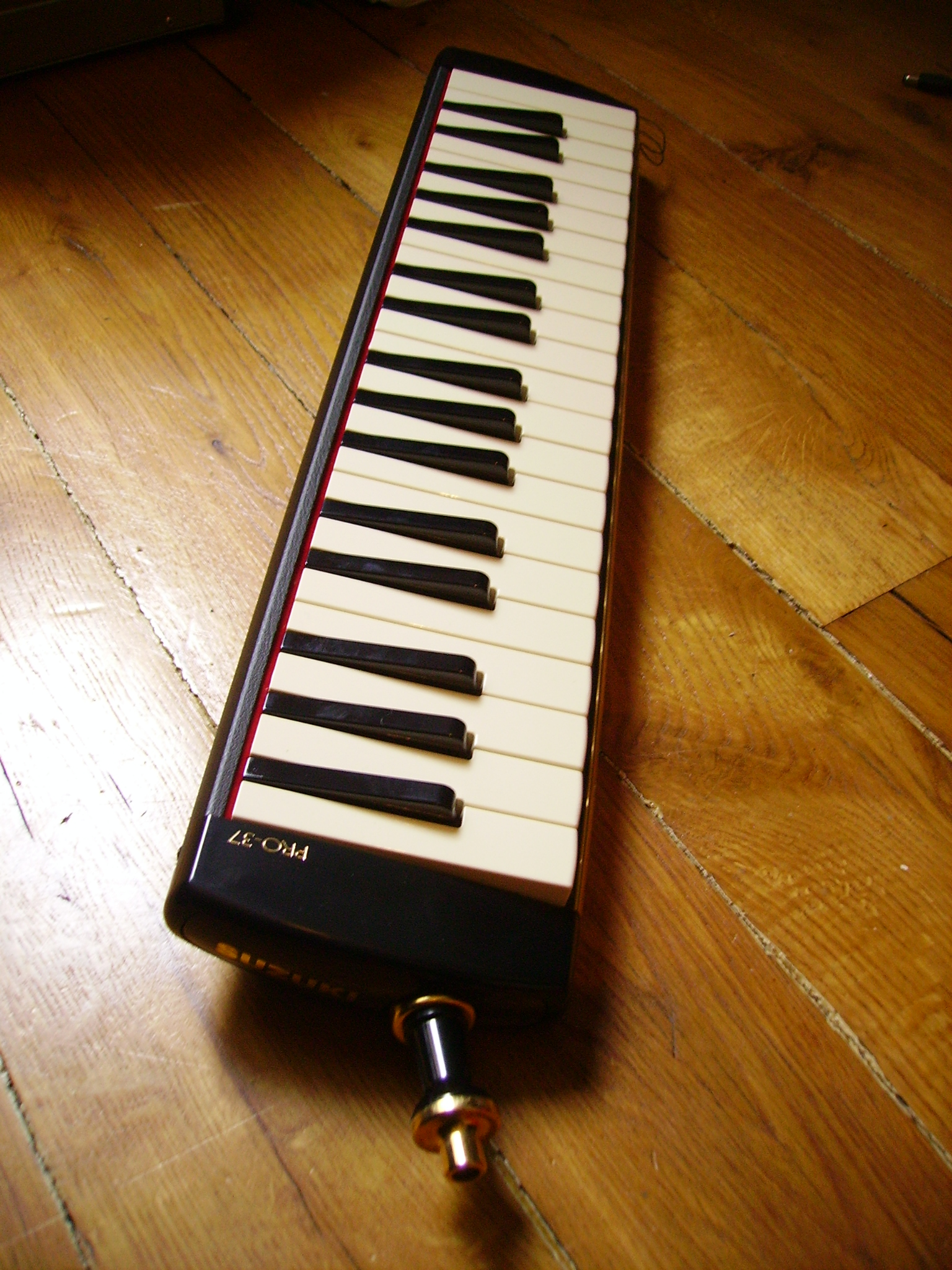
یک ملودیون سوزوکی
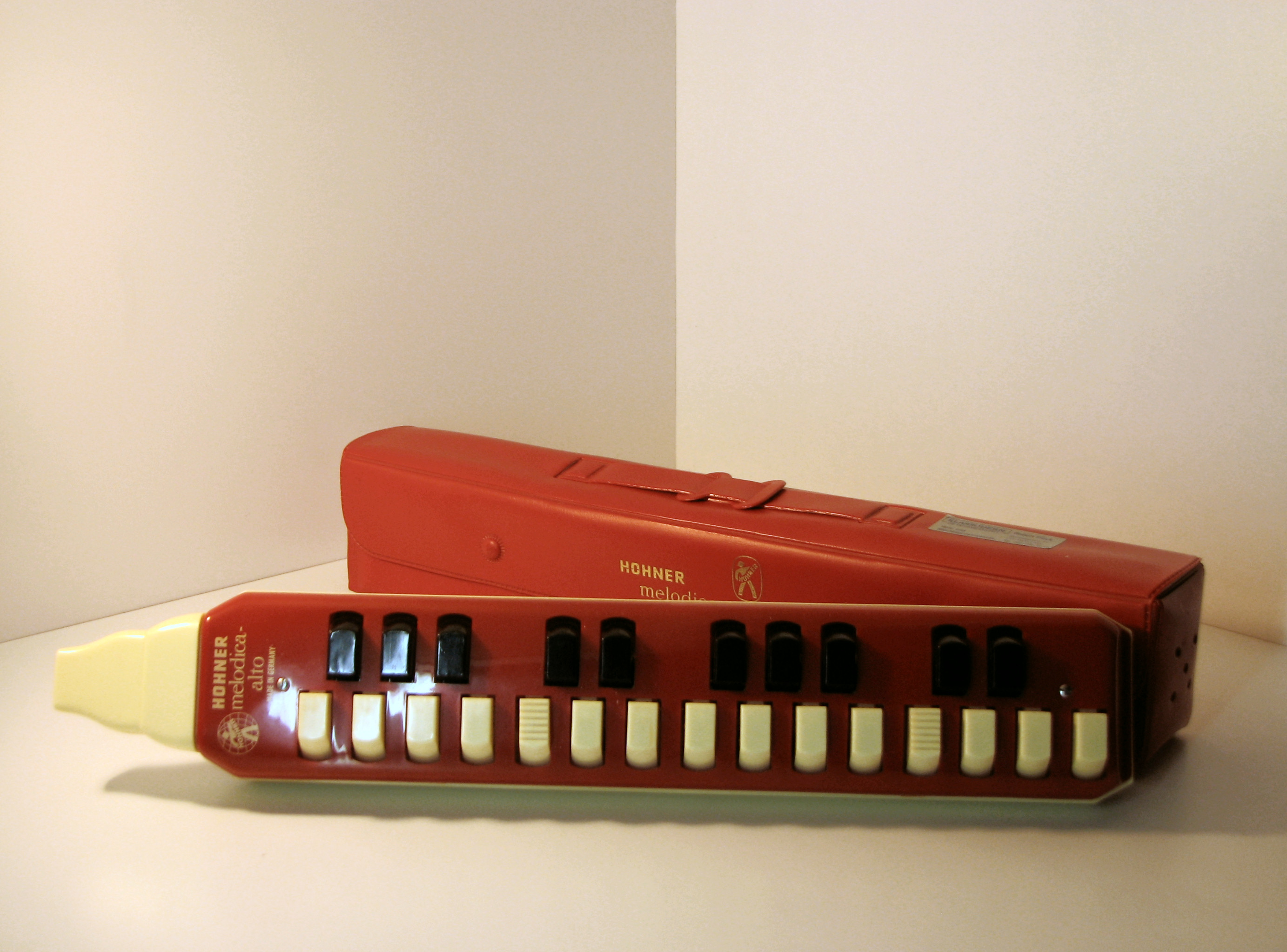
ملودیکای آلتوی هونر